# 余禮灼
余禮灼（法語：Paul-Marie-Joseph Julliotte，1867年4月27日—1956年8月30日），是天主教法國籍神父及比布斯二心會會士。曾任廣東省海南傳教區神長（1929年-1936年）及海南宗座監牧區宗座監牧（1936年-1939年）。

## 生平
余禮灼出生於1867年4月27日，法蘭西第三共和國法蘭西島大區埃松省的市鎮布呂努瓦。1893年6月29日，余禮灼在26歲時晉鐸。1900年，32歲時加入比布斯二心會，被派往中國廣東省海南島傳教。
1929年4月15日，聖座從廣東省廣州宗座代牧區劃出海南省設立海南自治傳教區，由法國比布斯二心會會士負責管理。同年11月20日，余禮灼神父獲時任教宗庇護十一世任命為海南自治傳教區神長。
1936年5月25日，海南自治傳教區升格為海南宗座監牧區，余禮灼神父留任成為海南宗座監牧。1939年2月余禮灼神父榮休，並由德文彬神父接任成為海南宗座監牧。
1956年8月30日，余禮灼神父在法國法蘭西島大區埃松省東北部的市鎮蒙熱龍去世，享年89歲。